# Communay
Communay este o comună în departamentul Rhône din sud-estul Franței. În 2009 avea o populație de 3.980 de locuitori.

## Evoluția populației
| An        | 1975  | 1982  | 1990  | 1999  | 2006  | 2009  |
| --------- | ----- | ----- | ----- | ----- | ----- | ----- |
| Populație | 1.859 | 2.356 | 2.918 | 3.883 | 3.913 | 3.980 |